# محوطه اطراف مسجد خسروشیر
محوطه اطراف مسجد خسرو شیر مربوط به دوره ایلخانی - دوره تیموریان است و در شهرستان جغتای، بخش هلالی، روستای خسروشیر واقع شده و این اثر در تاریخ ۴ خرداد ۱۳۸۴ با شمارهٔ ثبت ۱۱۷۷۵ به‌عنوان یکی از آثار ملی ایران به ثبت رسیده است.